# Allium acuminatum
Allium acuminatum — вид трав'янистих рослин родини амарилісові (Amaryllidaceae), поширений у Британській Колумбії (Канада) й на заході США.

## Опис
Цибулин 1–12 +, від кулястих до яйцеподібних, 0.8–1.6 × 0.9–1.6 см; зовнішні оболонки містять 1 або більше цибулин, ± жовто-коричневі, перетинчасті; внутрішні — білі. Листки 7–30 см × 1–3 мм, краї цілі. Стеблина поодинока, пряма, міцна, 10–35 см × 1–3 мм. Зонтик прямостійний, нещільний, 10–40-квітковий, півсферичний, цибулинки невідомі. Квіти дзвінчасті, 8–15 мм; листочки оцвітини прямостійні, рожеві до рожево-пурпурних або білі, ланцетні до ланцетно-яйцюватих, неоднакові, зовнішні листочки довші й ширші, ніж внутрішні. Пиляки жовті; пилок жовтий. Насіннєвий покрив тьмяне або блискуче. 2n = 14.

## Поширення
Поширений у Британській Колумбії (Канада) й на заході США.
Населяє сухі схили та рівнини; 100–1500 м.